# Ore församling
Ore församling är en församling i Falu-Nedansiljans kontrakt i Västerås stift. Församlingen ligger i Rättviks kommun i Dalarnas län och ingår i Rättviks pastorat. 

## Administrativ historik
Församlingen bildades omkring 1441 genom en utbrytning ur Orsa församling och ingick därefter till 1607 i pastorat med Orsa församling som moderförsamling. Församlingen utgjorde från 1607 till 2014 ett eget pastorat. Från 2014 ingår församlingen i Rättviks pastorat.

## Kyrkoherdar[6]
- 1607–1610 Andreas Holgeri Gestricius
- 1612–1629 Gudmunds Petri Rättvikensis
- 1629–1666 Israel Andreæ Dalander
- 1666–1692 Johannes Danielis Tunensis
- 1692–1700 Daniel Ohrman
- 1700–1713 Gudmund Floraeus
- 1714–1733 Petrus Machlin
- 1734–1762 Andreas Dahlman
- 1764–1806 Henric Gahn
- 1806–1817 Johan Gerén
- 1818–1843 Anders Gustaf Barchaeus
- 1845–1867 Carl Wilhellm Carlsson
- 1867–1889 Carl Erik Widegren
- 1892–1906 Richard Hwasser
- 1906-1918 August Dahlqvist
- 1918-1927 Erik Arborelius
- 1927–1940 Samuel Westin
- 1940–1969 Sven Hedin
- 1970 Evald Pousette
- 1971- Jan Ekblom

## Organister
Lista över organister i Ore församling.
| Verksam   | Namn                   | Levnadstid |
| --------- | ---------------------- | ---------- |
| 1877-1905 | Jonas Nordlander       | 1849-1905  |
| 1906-1907 | John Andersson         | 1876-      |
| 1909-1913 | Nils Otto Fröberg      | 1881-      |
| 1913-1920 | Eskil Albert Bondesson | 1890-      |
| 1921-1955 | Johannes Dalfors       | 1891-      |
| 1956-1957 | Olle Ohlsson           | 1897-      |

## Kyrkobyggnader
- Ore kyrka

## Församlingsvapnet

vapen

Blasonering: Sköld, kluven av silver, vari en grön fura, och av grönt, vari en stolpvis ställd kedja av silver.
Detta vapen fastställdes för den dåvarande Ore landskommun av Kungl. Maj:t den 28 februari 1947. Idag förs vapnet av församlingen.